# Maratón de Mérida
Maratones de Mérida, Yucatán, México.
Los maratones de 1986 y 1987 fueron patrocinados por la empresa Mericolor.
En 1992 se efectuaron 2 Maratones de Mérida: El Maratón 450 Aniversario de la Fundación de Mérida y el VII Maratón de la Ciudad de Mérida. El primero fue organizado por el H. Ayuntamiento y el segundo por el Injudey.
En 1994, 1996, 1997 y 1998 no se efectuaron maratones de la ciudad de Mérida.

## Ganadores
| Fecha                   | Edición                                                | Ganador masculino                  | Marca   | Ganadora femenina                 | Marca   |
| ----------------------- | ------------------------------------------------------ | ---------------------------------- | ------- | --------------------------------- | ------- |
| 30 de noviembre de 1986 | I Maratón Ciudad de Mérida Mericolor                   | José Santos Valle Paredes México   | 2:40.38 | Rosa María González R. México     | 4:04.06 |
| 8 de noviembre de 1987  | II Maratón Ciudad de Mérida Mericolor                  | José Santos Valle Paredes México   | 2:44.26 | Martina Ruiz México               | 3:56.25 |
| 18 de diciembre de 1988 | III Maratón Ciudad de Mérida                           | Jorge Barceló Gala México          | 2:34.03 | Charlotte Bradley Reus México     | 3:30.22 |
| 17 de diciembre de 1989 | IV Maratón Ciudad de Mérida                            | Jorge Barceló Gala México          | 2:43.53 | Candelaria Segovia Sánchez México | 3:25.44 |
| 18 de noviembre de 1990 | V Maratón Ciudad de Mérida                             | Jorge Barceló Gala México          | 2:31.16 | Rosa María González R. México     | 3:59.22 |
| 17 de noviembre de 1991 | VI Maratón Ciudad de Mérida                            | Radamés González Cuba              | 2:18.47 | Susana Pérez López México         | 3:10.01 |
| 5 de enero de 1992      | Maratón 450 Aniversario Fundación de Mérida            | Juan José Marinero Méndez México   | 2:16.10 | Emma Cabrera Palafox México       | 2:54.51 |
| 13 de diciembre de 1992 | VII Maratón Ciudad de Mérida                           | Alberto Cuba Carrero Cuba          | 2:10.53 | Susana Pérez López México         | 2:53.10 |
| 12 de diciembre de 1993 | VIII Maratón de la Ciudad de Mérida                    | Jesús Valdez Falcón México         | 2:18.52 | Angélica Espinosa México          | 2:56.00 |
| 8 de enero de 1995      | IX Maratón Internacional Ciudad de Mérida              | Jesús Valdez Falcón México         | 2:20.32 | Guadalupe Román México            | 2:56.09 |
| 10 de enero de 1999     | Maratón 457 Aniversario Fundación de Mérida            | Francisco Bautista Cuamatzi México | 2:23.41 | Blanca Juárez Romero México       | 2:55.02 |
| 9 de enero de 2000      | Maratón 458 Aniversario Fundación de Mérida            | Odilón Cuahutle Rojas México       | 2:18.55 | Emma Cabrera Palafox México       | 2:44.30 |
| 7 de enero de 2001      | Maratón 459 Aniversario Fundación de Mérida            | Bemjamín Paredes Martínez México   | 2:15.12 | Emma Cabrera Palafox México       | 2:55.26 |
| 6 de enero de 2002      | Maratón 460 Aniversario Fundación de Mérida            | Jackson Kipngok Kenia              | 2:18.44 | Blanca Juárez Romero México       | 2:55.40 |
| 5 de enero de 2003      | Maratón 461 Aniversario Fundación de Mérida            | James Bungei Kenia                 | 2:24.24 | Marina Valencia Hernández México  | 2:55.33 |
| 11 de enero de 2004     | Maratón 462 Aniversario Fundación de Mérida 2004       | Reuben Chesang Kenia               | 2:24.10 | María Blanca Juárez Romero México | 2:57.51 |
| 9 de enero de 2005      | Maratón 463 Aniversario Fundación de Mérida 2005       | Leonard Ngigi Njengwa Kenia        | 2:23.25 | Irene Vázquez López México        | 2:53.00 |
| 8 de enero de 2006      | Maratón 464 Aniversario Fundación de Mérida 2006       | Leonard Ngigi Njengwa Kenia        | 2:19.50 | Lucy Njeri Muhami Kenia           | 2:39.28 |
| 7 de enero de 2007      | Maratón 465 Aniversario Fundación de Mérida 2007       | Reuben Chesang Kenia               | 2:22.11 | Penélope Lona Guerrero México     | 2:58.05 |
| 6 de enero de 2008      | Maratón 466 Aniversario Fundación de Mérida 2008       | Samwel Kiprotich Cherop Kenia      | 2:17.45 | Alice Ndirangu Waruguru Kenia     | 2:44.59 |
| 11 de enero de 2009     | Maratón 2009 467 Aniversario de la Fundación de Mérida | Anthony Nabithi Mukuthi Kenia      | 2:25.11 | Caroline Katam Chemwolo Kenia     | 2:56.23 |
| 10 de enero de 2010     | Maratón 2010 468 Aniversario de la Fundación de Mérida | Paul Gatheru Wachira Kenia         | 2:22.22 | Sara Cedillo Sánchez México       | 2:49.22 |
| 9 de enero de 2011      | Maratón 2011 469 Aniversario de la Fundación de Mérida | Hugo Romero Méndez México          | 2:21.59 | Alice Ndirangu Waruguru Kenia     | 2:44.30 |
| 8 de enero de 2012      | Maratón 2012 470 Aniversario de la Fundación de Mérida | Stephen Mburi Njoroge Kenia        | 2:16.35 | Truphena Jemeli Tarus Kenia       | 2:42.37 |
| 6 de enero de 2013      | Maratón 2013 471 Aniversario de la Fundación de Mérida | Festus Kioko Kikumu Kenia          | 2:25.58 | Mary Akor Estados Unidos          | 2:44.40 |
| 12 de enero de 2014     | Maratón 2014 472 Aniversario de la Fundación de Mérida | Hillary Kipchirchir Kimaiyo Kenia  | 2:21.23 | Shewarge Alene Amare Etiopía      | 2:42.33 |
| 11 de enero de 2015     | Maratón 2015 473 Aniversario de la Fundación de Mérida | Alene Emere Reta Etiopía           | 2:19.26 | Caroline Jebiwot Kiptoo Kenia     | 2:51.06 |